# Amblypodia geron
Amblypodia geron är en fjärilsart som beskrevs av De Nicéville. Amblypodia geron ingår i släktet Amblypodia och familjen juvelvingar. Inga underarter finns listade i Catalogue of Life.